# فيكتور يليو
فيكتور يليو (بالرومانية: Victor Iliu)‏ (24 نوفمبر 1912-4 سبتمبر 1968) هو مخرج روماني.

## أعماله
- Anul 1848
- Scrisoarea lui Ion Marin către Scînteia
- În sat la noi
- Mitrea Cocor
- O scrisoare pierdută (film)
- La moara cu noroc
- Comoara din Vadul Vechi

## روابط خارجية
- فيكتور يليو على موقع IMDb (الإنجليزية)
- فيكتور يليو على موقع أول موفي (الإنجليزية)
- فيكتور يليو على موقع قاعدة بيانات الفيلم (الإنجليزية)
- فيكتور يليو على موقع كينوبويسك (الروسية)